# Europass (ballon)

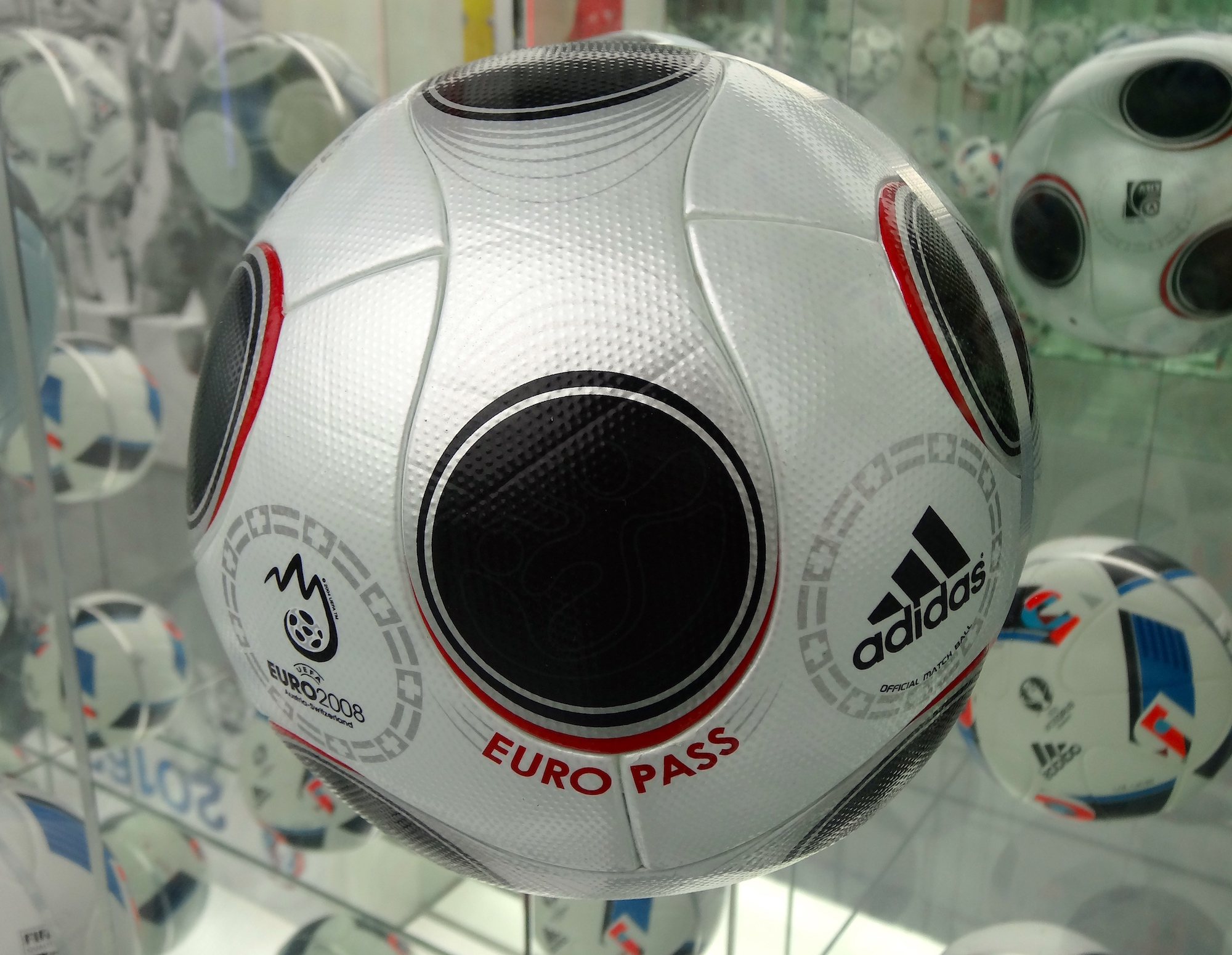
Euro 2008 ball

L'Europass est le nom du ballon de football officiel utilisé pour l'Euro 2008 en Suisse et en Autriche. Il est produit par Adidas.
Comme le Teamgeist, le ballon de la coupe du monde 2006 dont il est dérivé, sa surface ne possède que 14 pièces de cuir, contrairement aux ballons utilisés depuis les années 1970 qui en comportaient 32. Le but recherché de cette réduction est d'avoir le ballon le plus rond possible et le plus stable lors de la phase de « vol » grâce à un nombre réduit de coutures, donc moins de perturbations créées lors du déplacement du ballon.

## Fabrication
Le ballon est composé d'une vessie en plastique orange, enveloppée par des morceaux de tissus cousus ensemble. La sphère ainsi créée est plongée dans un bain de latex. On y colle après à la surface, par leur arêtes, 14 languettes de cuir alternant forme oblongue et forme d'hélice tripale. Ces formes ont pour but d'obtenir une meilleure rotondité par réduction du nombre de points de jonction. L'ensemble est ensuite placé dans un four thermique qui permet de les fondre dans le latex. 
Une des innovations de ce ballon est la matière polymérique qui recouvre sa surface appelée PCS-Texture. Selon le fabricant Adidas, elle doit permettre de donner plus de force, d'effet lors de la frappe et un meilleur contrôle (PCS est l'abréviation de power, swerve et control, en français « puissance », « effet » et « contrôle »). Le ballon est ainsi recouvert de minuscules bosses sur toute sa surface augmentant l'adhérence. 
L'Europass pèse entre 441 à 444 grammes, son poids n'augmentant pas de plus 4,5 %, même par forte pluie. Sa circonférence varie entre 68,5 et 69,5 cm.

## Critiques
Comme cela avait été le cas pour le ballon de l'Euro 2004 au Portugal, ce ballon a été critiqué avant les compétitions par des gardiens de but pour sa trajectoire. Ainsi Jens Lehmann, le gardien de l'équipe allemande estime-t-il qu'« il faut être très courageux pour sortir dans les airs et essayer de saisir ce ballon »  et que ces trajectoires sont «surprenantes ».  Selon lui, le ballon « bouge très vite. Tu penses parfois qu'il va descendre mais non, il continue sa course» 
Petr Čech a aussi critiqué le ballon avant le début de la compétition, le trouvant « imprévisible »  et estimant que l'on « va voir beaucoup de buts de plus de 30 m lors de ce tournoi ».
L'ancien gardien de but international allemand des années 1980, Harald Schumacher, a par contre déclaré que « le ballon arrive comme une fusée sur toi, je n'ai jamais vu cela, mais il ne flotte pas »  après une séance de tirs au but organisée par une chaîne de télévision allemande.